# Monteroduni
Monteroduni är en ort och kommun i provinsen Isernia i regionen Molise i Italien. Kommunen hade 2 118 invånare (2018).